# Mariechen Wehselau
Mariechen M. Wehselau, później Jackson (ur. 15 maja 1906 w Honolulu, zm. 12 lipca 1992 tamże) – amerykańska pływaczka. Dwukrotna medalistka olimpijska z Paryża.
Specjalizowała się w stylu dowolnym. Zawody w 1924 były jej jedynymi igrzyskami olimpijskimi. Zajęła drugie miejsce na dystansie 100 metrów kraulem, była również członkinią zwycięskiej sztafety amerykańskiej (razem z nią płynęły: Euphrasia Donnelly, Gertrude Ederle i Ethel Lackie). Była rekordzistką świata.
W 1989 została przyjęta do International Swimming Hall of Fame.